# Phalacrocorax melanogenis
Phalacrocorax melanogenis là một loài chim trong họ Phalacrocoracidae.